# Balão de papel

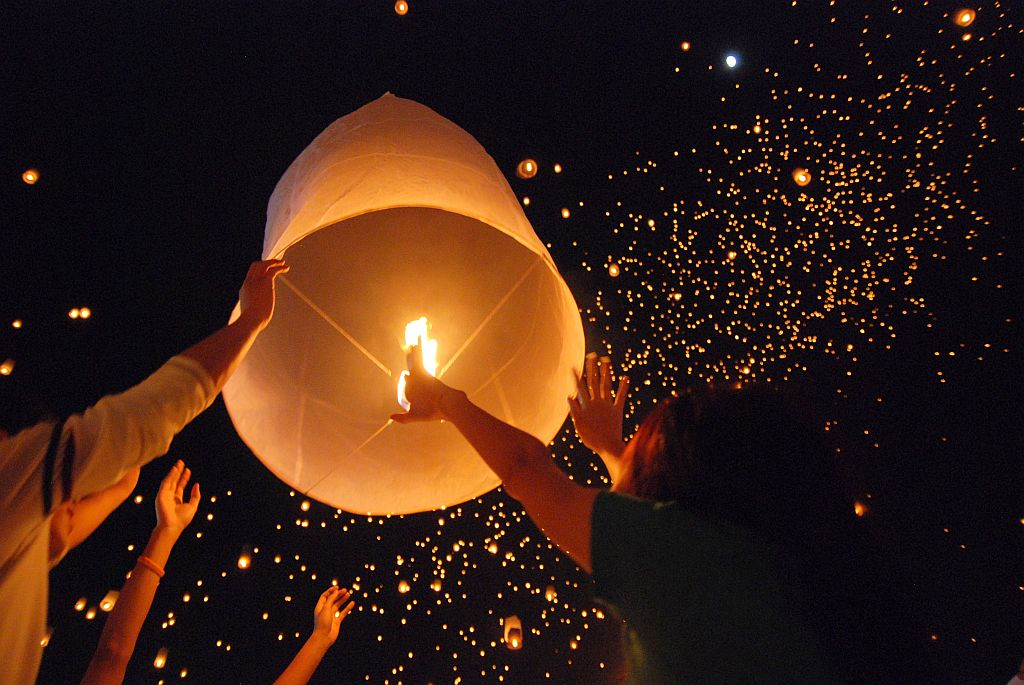
Balão de São João, ou lanterna de Kongming

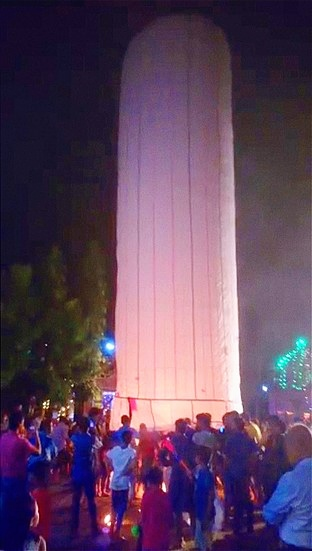
Sky Lantern in Bandarban,Bangladesh

Balão de papel, ou balão de São João (balão junino), ou ainda lanterna de Kongming (lanterna chinesa,  孔明燈, 孔明灯, kǒngmíng Deng), é um tipo de balão de ar quente confeccionado de papel, frequente em festas populares em Portugal e Brasil, cuja origem remonta a festivais tradicionais na China e noutras culturas asiáticas.

## História
De acordo com o sinólogo e historiador Joseph Needham, os chineses criaram pequenos balões de ar quente para sinalização desde o Séc. III a.C., durante o período dos Três Reinos. Tradicionalmente, no entanto, sua invenção é atribuída ao sábio e estratega militar Zhuge Liang (181-234 dC), também conhecido por Kongming.
Esta tradição está ligada a uma lenda onde Zhuge Liang teria usado uma lanterna para enviar uma mensagem escrita, numa ocasião em que estava cercado por tropas inimigas. Por esta razão, eles ainda são conhecidos na China como lanternas Kongming.

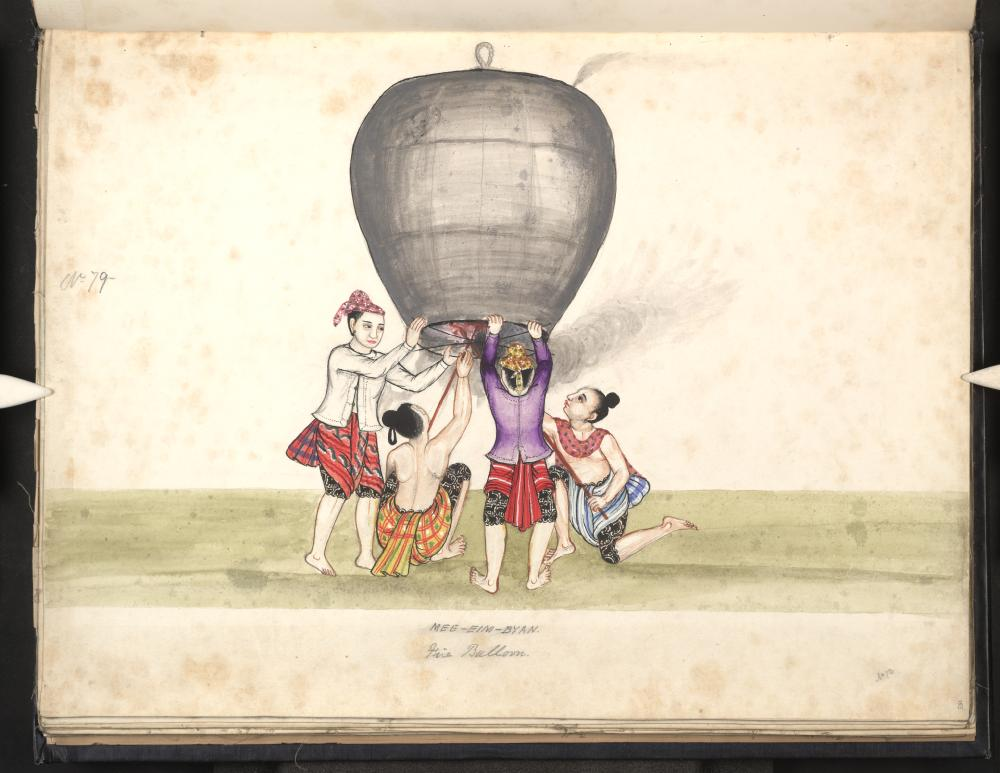
Ilustração publicada em 1897, mostrando a tradição dos balões juninos na Birmânia, território adjacente à província de Yunnan.

Needham cita Peter Goullart para os costumes sazonais na província de Yunnan, quando em Julho, depois do arroz plantado os camponeses "tinham pouco para fazer", e assim ao anoitecer, para além de dançarem, os jovens rapazes e as raparigas naxi lançavam balões de ar quente, feitos de papel rijo oleado com uma base de bambú. A mesma descrição aplicava-se ao Cambodja.

Joseph Needham acrescenta que as evidencias da etnologia e do registo Han tornam claro que se tratava uma antiquíssima tradição chinesa, e «seria muito estranho pensar-se que a tradição dos camponeses de Yunnan pudesse ser ligada a qualquer cópia de experiências francesas dos balões dos irmãos Montgolfier».
No mesmo sentido enquadra-se a descrição num dos postais de James Tregaskis sobre a Birmânia:
«Há uma outra diversão no fim das chuvas, depois do "Wah". Grandes balões de fogo, feitos de papel espesso, ou tecido fino, com armação de arame, são insuflados por óleo a arder e tochas, conforme a figura. Uma pequena lâmpada de óleo é suspensa, para manter o calor dentro, e o andarilho de fogo é solto para grande prazer dos jovens camponeses que seguem o balão durante milhas, na esperança de o capturarem.»
Esta tradição popular estava assim bem enraizada numa área que ia da Birmânia à província chinesa de Yunnan.
Seguindo o nome das lanternas de Kongming, a capital da província de Yunnan é Kunming, e provavelmente devido aos contactos entre os exploradores e comerciantes portugueses na China, aparece também etnologicamente uma tradição de festas Joaninas (talvez Yuaninas), associadas aos balões de S. João em Portugal e no Brasil.
A exibição de um balão de ar quente, feita por Bartolomeu de Gusmão na corte de D. João V, é perfeitamente natural que fosse um balão de papel, ou lanterna de Kongming, e é distinta do registo da Passarola.
Joseph Needham faz referência à experiência de Gusmão como anterior à dos irmãos Montgolfier, e não deixa de levantar duas hipóteses ainda anteriores:
- na Batalha de Legnica em 1241 é reportado o uso de balões de ar quente sinalizadores, ou pelo menos de estandartes com fogo em forma de papagaio;
- numa representação da chegada de Carlos V a Munique em 1530, também aparece o uso de um estandarte com um "dragão cuspidor de fogo" flutuando ou voando sobre a paisagem.

Os registos da Passarola, do balão dos irmãos Montgolfier, ou de Pilatre de Rozier já são de aparelhos que permitiriam o voo de um passageiro, e assim não se enquadram no registo de um "balão de papel".

## Características físicas e químicas
Os balões sobem devido o ar quente interno se menos denso que o ar frio externo, isso parece simples, contudo,  ar quente sobe devido a um conceito físico descrito como  densidade. A densidade é a relação matemática entre a massa de um corpo e o seu volume, chamando-se então a densidade de d, a massa de m e o volume de v, teremos:
{\displaystyle d=m/v};
A relação reside no fato de que, ao aquecermos o ar, as partículas gasosas ganham energia e passam a se mover com maior velocidade. Assim, as partículas se afastam uma das outras e isso quer dizer que o volume do gás aumenta com o calor. Para ilustrar a ideia, imaginemos um liquidificador cheio, até a metade de seu recipiente, com várias bolinhas de isopor, ao ligarmos o aparelho as bolinhas ganharão energia e logo ocuparão o volume total do recipiente, isto é, as bolinhas se afastarão uma das outras ocupando todo volume interno. É isso que acontece também com o balão De fato o que faz o balão subir são as diferenças de densidades entre o ar interno do balão, e o ar externo. Assim, ao aquecermos o ar interno do balão, as partículas se afastam, o volume aumenta (o balão vai enchendo) e a densidade diminui, pois pela relação d=m/v, supondo-se que a massa de gás seja invariável, sendo constante, temos que se o volume aumentar a densidade irá diminuir (só o dividendo aumenta), e essa diferença de densidades entre o ar interno do balão e o ar externo, faz com que a menor densidade interna do balão, faça ele subir. Então, o balão sobe porque a densidade interna é menor em relação à densidade externa.
Já para a queima do tocha, é necessário um combustível duradouro, são usado tufos de algodão, tecidos, sacos de batata, entres outros que são embebido em parafina.

## Características
O tamanho do balão determina o tipo de papel a ser utilizado. É mais comum ver esse tipo de balão na época de festas juninas, mas existem turmas de baloeiros que o confeccionam o ano inteiro. Tem vários modelos de balões, o mais conhecido é o biriba (vendidos em época de festa junina). São confeccionado com variados formatos como carrapetas, bagdás, modelados, truff, recortes, entre outros. Esses balões podem ser soltos de dia ou à noite. De dia, o baloeiro costuma colocar bandeiras, bandeiras de folha de seda e fogueteiras chamada de cangalhas (fogos de artifício). De noite, ele costuma colocar fogueteiras, painéis, letreiros. Para fazerem os painéis e letreiros noturnos ele utiliza lanterninhas (copinho de folhas de seda com uma vela acesa dentro), também usada para por em volta do balão, e este balão é conhecido como lanternado ou bojado. Os conhecidos como fogueteiros carregam uma carga de fogos de artifício

### Crime ambiental no Brasil
No Brasil, esse tipo de balão é proibido por lei, devido ao risco de incêndios. Quem os solta é chamado baloeiro. Geralmente os baloeiros se organizam em turmas ou equipes, principalmente nas cidades brasileiras de Curitiba, Rio de Janeiro e São Paulo, para confeccionar balões de papel fazendo vários modelos. Esse é um crime ambiental previsto no artigo 42 da Lei de Crimes Ambientais, com pena de um a três anos de detenção ou multa.